# Agrilus junceus
Agrilus junceus é uma espécie de inseto do género Agrilus, família Buprestidae, ordem Coleoptera.
Foi descrita cientificamente por Pallas, 1781.